# Черсак Ґмеліна
Черсак Ґмеліна (Dipsacus gmelinii Bieb.) — вид роду черсак родини черсакових.

## Поширення
Батьківщина — Сибір, південний схід Європи, північний Кавказ, північ Середньої Азії.
Поширений у степових районах, по берегах озер, річок, на заплавних луках, у низовнинах. В тому числі в Україні.

## Опис
Стебла 50-100 см заввишки, прямостоячі, у верхній частині з глибокими поздовжніми борознами, вкриті шипами від долу до верху. Листя має щетинки по краях і середній жилці. Нижні листки звужені у довгий крилатий черешок, ланцетні, зубчасті. Листки на середній висоті стебла - сидячі, зубчасті, перистонадрізані; верхні листки - глибоко перисторозсічені на ланцетно-лінійні гострі частки. Головки округлі, округло-овальні, з плодами довгасто-яйцеподібні, до 5 см завдовжки. Приквіткові лусочки довші від квіток, вузькі, ланцетні або майже клиноподібні, у верхній частині війчасті, закінчуються довгою тонкою щетинисто-війчастою віссю. Чашечка чотиригранна, щетиниста. Віночок синюватий, близько 5 мм завдовжки. Сім`янки довгасті, чотиригранні, голі. 

## Систематика
Вид Dipsacus gmelinii згідно з біологічною класифікацією належить до роду черсак родини черсакових. Описаний Фрідріхом Маршалом фон Біберштайном. Названий на честь німецького ботаніка Йоганна Фрідріха Ґмеліна. У старіших джерелах можна зустріти радянську транскрипцію черсак Гмеліна.